# كينبي (وجبة خفيفة يابانية)
الكينبي (باللغة اليابانية: け ん ぴ) أو إيموكينبي (باللغة اليابانية: 芋 け ん ぴ ، 芋 تعني "البطاطس" (خاصة "البطاطا الحلوة")) هي وجبة خفيفة وتعتبر أيضا كتذكار من محافظة كوتشي اليابانية .
هي تعتبر شرائح من البطاطا الحلوة المسكرة ، تشبه البطاطس المقلية في المظهر ، لكنها صلبة وحلوة المذاق. الآن ، في اليابان ، تبيع جميع المتاجر الكبرى والمتاجر تقريبًا منتجات الكينبي. يمكن الحصول على الكينبي تقريبا في كل مكان في دولة اليابان. تصف إحدى المانجات اليابانية كينبي بأنه مثير للشهوة الجنسية.
كينبي مصنوع من شرائح طولها هو 5 سم من البطاطا الحلوة النيئة (صنف أرجواني مقشر) مقلية بزيت على درجة حرارة تساوي 160 درجة مئوية حتى يصبح لونها بنياً ذهبياً ويتم استخلاص معظم الرطوبة من البطاطا الحلوة ، تاركًا المنتج المبرد هشًا. يتم تجفيف الشرائط المقلية من الزيت الزائد. يتم صنع طلاء سكري من حبيبات السكر ، وبعض الملح للنكهة ، والماء الذي يتم تسخينه لأقل من مرحلة الغليان الصلب على نار متوسطة منخفضة ثم يُسكب فوق البطاطا الحلوة المقلية.
يحتوي 100 جرام من الأيموكيمبي على 90 سعرة حرارية ؛ "البطاطس المقلية" الأمريكية النموذجية بها 141 سعرة حرارية. 